# S'Estanyol (San José)
La playa S'Estanyol está situada en San José, en la parte sur de la isla de Ibiza, en la comunidad autónoma de las Islas Baleares, España.
Es una playa urbana situada en el mismo núcleo urbano de San Antonio Abad.